# 占樑
占樑（？年—？年）,荆州駐防滿洲鑲白旗人。道光二十年（1840年）庚子科湖北鄉試舉人，道光三十年（1850年）庚戌科繙譯進士。曾任工部郎中，記名御史。同治元年（1862年）十月，以知府不論雙單月在任候選。